# Seppälänkoski
Seppälänkoski este o arie protejată (arie specială de conservare — SAC, sit de importanță comunitară — SCI) din Finlanda întinsă pe o suprafață de 0,7 ha, integral pe uscat.

## Localizare
Centrul sitului Seppälänkoski este situat la coordonatele 61°02′28″N 26°34′56″E / 61.0411°N 26.5822°E.

## Înființare
Situl Seppälänkoski a fost declarat sit de importanță comunitară în iunie 2005 pentru a proteja 1 specie de animale. Situl a fost protejat și ca arie specială de conservare în aprilie 2015.

## Biodiversitate
Situată în ecoregiunea boreală, aria protejată conține 1 habitat natural: Râuri naturale fino-scandinave.
La baza desemnării sitului se află o specie protejată de  nevertebrate: Ophiogomphus cecilia.
Pe lângă speciile protejate, pe teritoriul sitului au mai fost identificate 1 specie de nevertebrate.